# Aeroportul Con Dao
Aeroportul Con Dao (IATA: VCS, ICAO: VVCS) este un aeroport din Côn Đảo⁠(d), Bà Rịa - Vũng Tàu, Vietnam ce deservește zona Côn Đảo⁠(d). Aeroportul a fost tranzitat în 2017 de 400.000 de pasageri. A fost deschis în 1935.
Situat la o altitudine de 2 m, aeroportul dispune de 1 pistă.

## Infrastructură

### Piste
Aeroportul dispune de o singură pistă. Pista 11/29 are suprafața de asfalt și dimensiunile 1.287 m × 30 m. 